# Urban Lesjak
Urban Lesjak, slovenski rokometaš, * 24. avgust 1990, Celje.
Urban je rokometni vratar.  

## Igralna kariera

### Začetki
Rokometni vratar Urban Lesjak se je prvič s športom začel ukvarjati pri sedmih letih. Prve korake je naredil v rokometni šoli Toneta Goršiča, kjer je preživel tri leta, potem pa se je v sezoni 2000-01 preselil v Rokometni klub Celje Pivovarna Laško, s katerim so povezani vsi uspehi na njegovi dosedanji športni poti. 

### Člani, Celje
V članski celjski postavi brani od leta 2010. Tedaj si je vratarske zadolžitve delil s prvim vratarjem Aljošo Rezarjem. V sezoni 2011-12 je v Pokalu pokalnih zmagovalcev dosegel tudi en zadetek. Od leta 2015, ko je Celje zapustil Matevž Skok je glavni vratar ekipe. 

### Reprezentanca

#### Mladinci
Leta 2010 je bil v postavi mladinske ekipe v starostni kategoriji do 20 let (letnik 1990 in mlajši), ki je na Mladinskem evropskem prvenstvu zasedla tretje mesto in osvojila bronasto medaljo.

#### Člani
Za člansko selekcijo Slovenije je prvič branil v letu 2012 na tekmi priti Alžiriji. Potem je nastopil tudi na olimpijskih igrah leta 2016 v Riu. 

## Zasebno
Maturiral je na Srednji šoli za strojništvo, mehatroniko in medije v Celju.